# منشأة سليمان (بني سويف)
قرية منشاة سليمان هي إحدى القرى التابعة لمركز سمسطا في محافظة بني سويف في جمهورية مصر العربية. حسب إحصاءات سنة 2006، بلغ إجمالي السكان في منشاة سليمان 2803 نسمة، منهم 1389 رجل و1414 امرأة.